# Clásico salteño
El Clásico Salteño es el encuentro de fútbol disputado por los dos clubes más importantes de Salta, Argentina: Central Norte y Juventud Antoniana. Cuenta con una rica trayectoria, comenzando a disputarse de manera oficial en el año 1933 (con un empate en 2), hasta el día de hoy.
Han realizado decenas de partidos abarcando diferentes instancias, como ser: Liga Salteña de Fútbol, torneos nacionales de AFA (torneos de ascenso y Copa Argentina) y encuentros amistosos.
| Central Norte |

## Historial
Por torneos organizados por AFA (Regionales, Nacionales 1.ºA y torneos de ascenso), se enfrentaron en 43 ocasiones, con 17 victorias para Central Norte, 12 para Juventud Antoniana y 14 empates, con 34 goles para Juventud (1 otorgado en el Tribunal de Penas de AFA) y 45 para Central (el tribunal le restó uno del partido suspendido por incidentes del TDI 92/93 cuando ganaba 1-0 de visitante y luego PP 0-1 en el Tribunal de Penas).
La última vez que se enfrentaron por el Torneo Federal A, fue el 23 de junio de 2024 en el Estadio Padre Ernesto Martearena, donde los Azabaches triunfaron por 2-0.
Por torneos organizados por la Liga Salteña de Fútbol, se enfrentaron en 176 oportunidades, registrando 66 victorias para Central Norte, 79 para Juventud Antoniana y 28 empates. 
La última vez que se enfrentaron por el Torneo Anual, fue el 11 de septiembre de 2024 en el Estadio Fray Honorato Pistoia con una victoria por 1 a 0 del equipo Antoniano en la quinta (Interzonal) del Torneo Clausura.
Por Copa Argentina se enfrentaron tan sólo una vez. Fue el 6 de noviembre de 2013 en el Estadio Padre Ernesto Martearena, con un resultado de 1-0 a favor de Antoniana.

## Partidos trascendentes

### Final Torneo del Interior 1986
En 1986, la AFA decide cambiar la estructura de los campeonatos argentinos creando una nueva categoría de segunda división, la Primera B Nacional. A través de ese torneo, los clubes pertenecientes a las ligas regionales, que hasta ese entonces solo habían competido en la primera categoría como equipos invitados al Campeonato Nacional, fueron incorporados al sistema de ascenso y descenso.
La Liga Salteña, organizó un clasificatorio con 10 equipos, para que el campeón representase a Salta en el flamante campeonato. Participaron: Atlético Salta, Central Norte, Juventud Antoniana, Libertad, San Antonio, Gimnasia y Tiro, Mitre, San Martín, Pellegrini y Atlético Calchaquí; en una liguilla a doble partido. Luego de disputar los 18 encuentros, el "Cuervo" terminó igualado con Juventud en la cima del torneo, con 31 puntos producto de 15 victorias, 1 empate y 2 derrotas. Esta situación, provocó que se dispute una serie final por el campeonato, entre dos clásicos rivales.
La primera final se disputó, la noche del jueves 19 de junio. En un duro y cerrado partido, en el cual Central Norte tuvo las más claras situaciones de gol, el encuentro terminó empatado 0-0, y la definición de la serie tomaba aún más relevancia. Finalmente, el domingo 22 de junio, la histórica final fue para el azabache, quien en una verdadera muestra de futbol goleo a los antonianos de forma categórica por 5 a 1, con cuatro goles de Osvaldo Renato Mattei ('39, '59, '82, '92) y uno de Ramón Arsenio Benítez ('42).

### El día que se jugó sin público visitante
El domingo 16 de septiembre de 2012, en el Estadio Martearena debió disputarse el gran clásico salteño. Pero, por culpa de barras antonianos que se subieron al parapelota en forma de reclamo al presidente González (quien no les habría dado entradas de favor), el árbitro Federico Guaymás Tornero decidió suspender el partido sin haberse jugado un solo minuto. 
El Consejo Federal de Fútbol de AFA ordenó reprogramar el partido (castigando a la gente de Juventud) para el día miércoles 3 de octubre de 2012 a las 21:30 h en el Estadio Martearena, clausurando la popular sur (donde va la hinchada antoniana generalmente).
Finalmente, esa noche el partido se jugó. En un Estadio Martearena lleno y pintado de Negro y Blanco, Central Norte (que jugó con una llamativa camiseta amarilla) goleó por 3 a 0 a Juventud Antoniana con goles de Diego Magno, Emmanuel Martínez y Enzo Noir.

### El partido del descenso
El día sábado 3 de mayo de 2014 no será un día más para el fútbol salteño. En un Estadio Martearena repleto, se definía el último descenso al Argentino B. 
Central Norte y Juventud Antoniana definían el descenso en un partido histórico no sólo para la provincia de Salta, sino para todo el país, ya que hasta ese momento nunca se había dado una definición así entre dos rivales de toda la vida.
En la semana previa al partido, mucho se especulaba con la presencia o no de público, o si debía jugarse en otra provincia. Finalmente, luego de una reunión entre las autoridades de los clubes y de los organismos de seguridad de la provincia, se definió jugar con público de ambos clubes en el Estadio Martearena, poniendo a la venta 19.000 entradas (9.500 para cada club).
El partido fue como otros clásicos anteriores: trabado, muchas piernas fuertes. Y muchas polémicas. El partido era parejo, hasta que el árbitro Carlos Boxler expulsó a Cristian Zurita por doble amarilla a los 29'. Desde allí, Juventud Antoniana tuvo un poco más la pelota, pero Central Norte no se quedó atrás y siguió buscando con un hombre menos. Así, con el paso de los minutos, se fue haciendo figura el arquero del Santo, Mariano Maino. Le sacó una pelota que se metía en un ángulo a Matías Guerra y otra tremenda a Oscar Altamirano, que dejó muchas dudas sobre si entró o no la pelota. El arquero del Cuervo, Carlos de Giorgi, no se quedó atrás y también sacó varias pelotas importantes; entre ellas un "penal en movimiento" al delantero Marcos Litre en el segundo tiempo.
Expulsiones hubo de más; Matías Domene (JA) a los 48', Fabio Giménez (CN) a los 57' y Alan Sánchez a los 107', todos por doble amarilla. Sobre el final del segundo tiempo suplementario, Central Norte reclamó dos claros penales que el árbitro no convalidó. Así terminó el partido, y el gran clásico se debía definir por penales.
Juventud Antoniana había practicado penales y eso se vio reflejado en la definición: metieron 5 de 5, y Mariano Maino le atajó el cuarto penal a Martín Aguirre.
| 3 de mayo de 2014 | Central Norte | 0:0 (3:5 p.) | Juventud Antoniana | Padre Ernesto Martearena, Salta |                           |
|                   | Cristian Zurita (x2), Fabio Giménez (x2), Alejandro Mena, Diego Magno y Martín Chiaraviglio · Cristian Zurita y Fabio Giménez · Matías Guerra · Eric Chmil · Alejandro Mena · Martín Aguirre |              | Matías Domene (x2), Marcos Litre, Alan Sánchez (x2), Emmanuel Martínez, Daniel Liva, Rubén Molina, Matías Fernández y Hernán Fernández · Matías Domene y Alan Sánchez · Marcos Litre · Matías Fernández · Hernán Fernández · Rubén Molina · Matías López | Árbitro(s): Carlos Boxler       | Árbitro(s): Carlos Boxler |

Formaciones:
• Club Atlético Central Norte
| De Giorgi Mena Fretes Armella Giménez Campos Chmil Magno Zurita Perillo Altamirano |

Suplentes: 12- Germán Salort, 13- Martín Aguirre, 14- Fausto Apaza, 15- Martín Chiaraviglio, 16- Matías Guerra, 17- Juan Berdún y 18- Mauro Boaglio
• Centro Juventud Antoniana
| Maino Martínez López H. Fernández Aybar Sánchez Domínguez Prieto Litre M. Fernández Badaracco |

Suplentes: 12- Ezequiel Viola, 13- Matías Domene, 14- Wilsón Marín, 15- Matías Vicedo, 16- Rúben Molina, 17- Daniel Liva, 18- Leonardo Silveira. 
- Árbitro: Carlos Boxler (Casilda)
- Asistente 1: Manuel Sánchez (Santa Fe)
- Asistente 2: Martín Adrián Grasso (Alcorta)

## Máximas goleadas
| Local              | Resultado | Visitante          | Año     | Estadio                          | Torneo                          |
| ------------------ | --------- | ------------------ | ------- | -------------------------------- | ------------------------------- |
| Juventud Antoniana | 7-3       | Central Norte      | 1935    | Gigante del Norte                | Liga Salteña de Fútbol          |
| Juventud Antoniana | 6-1       | Central Norte      | 1935    | Gigante del Norte                | Liga Salteña de Fútbol          |
| Juventud Antoniana | 5-6       | Central Norte      | 1955    | Gigante del Norte                | Liga Salteña de Fútbol          |
| Central Norte      | 5-1       | Juventud Antoniana | 1959    | Gigante del Norte                | Liga Salteña de Fútbol          |
| Central Norte      | 3-0       | Juventud Antoniana | 1985    | Dr. Luís Güemes                  | Torneo Regional                 |
| Juventud Antoniana | 1-5       | Central Norte      | 1986    | Gigante del Norte                | Torneo del Interior (1986-1995) |
| Juventud Antoniana | 0-3       | Central Norte      | 2011/12 | Padre Martearena                 | Torneo Argentino A              |
| Central Norte      | 3-0       | Juventud Antoniana | 2012/13 | Padre Martearena                 | Torneo Argentino A              |
| Juventud Antoniana | 5-1       | Central Norte      | 2021    | Estadio Padre Ernesto Martearena | Liga Salteña de Fútbol          |

## Primeros enfrentamientos en los distintos torneos
| Local              | Resultado | Visitante          | Año  | Estadio               | Goles                                         | Torneo                          |
| ------------------ | --------- | ------------------ | ---- | --------------------- | --------------------------------------------- | ------------------------------- |
| Juventud Antoniana | 2-2       | Central Norte      | 1931 | Gigante del Norte     | Sáenz y Castellanos (JA) - Santillán -2- (CN) | Liga Salteña de Fútbol          |
| Central Norte      | 1-1       | Juventud Antoniana | 1967 | Américan              | Ernesto Cortés (CN) - Víctor Rodríguez (JA)   | Clasificación para el Regional  |
| Central Norte      | 2-0       | Juventud Antoniana | 1980 | Dr. Luís Güemes       | Ramón Barrios -2-                             | Confraternidad                  |
| Juventud Antoniana | 1-1       | Central Norte      | 1985 | Fray Honorato Pistoia | Rivero (JA) - Macaione (CN)                   | Torneo del Interior (1986-1995) |
| Juventud Antoniana | 1-0       | Central Norte      | 1995 | Gigante del Norte     | Raúl Olarte                                   | Torneo Argentino A              |
| Central Norte      | 0-1       | Juventud Antoniana | 2013 | Martearena            | Nicolás Aguirre                               | Copa Argentina                  |

## Jugadores que vistieron ambas camisetas
- Matías Ceballos, (Primero en CN, luego en JA)[11]
- Mariano Maino, (Primero en CN, luego en JA)
- Juan Manuel Perillo, (Primero en CN, luego en JA)
- Eric Chmil, (Primero en JA, luego en CN)
- Pablo Cárdenas, (Primero en JA, luego en CN)
- Raúl Palavecino, (Primero en JA, luego en CN)
- José Artemio Luñiz, (Primero en JA, luego en CN)
- Rodolfo Garnica, (Primero en JA, luego en CN)
- Marcos Rodríguez, (Primero en JA, luego en CN)
- Juan Acosta, (Primero en JA, luego en CN)
- Pedro Marongiu, (Primero en JA, luego en CN)
- Juan C. Rico, (Primero en CN, luego en JA)
- Juan de Dios Laguna, (Primero en CN, luego en JA)
- Eduardo Cortés, (Primero en CN, luego en JA)
- Juan Domingo Patricio Cabrera, (Primero en CN, luego en JA)
- Raúl Savino, (Primero en CN, luego en JA)
- Jesús Castillo, (Primero en CN, luego en JA)
- Waldino Palacios, (Primero en CN, luego en JA)
- Víctor Riggio, (Primero en CN, luego en JA)
- Juan Carlos Castillo, (Primero en CN, luego en JA)
- Benito Rodríguez, (Primero en CN, luego en JA)
- Emmanuel Martínez, (Primero en CN, luego en JA)
- Enzo Vargas, (Primero en CN, luego en JA)
- Osvaldo Young, (Primero en CN, luego en JA)
- Emmanuel Gimenez, (Primero en JA, luego en CN)
- Cristian Chavarría, (Primero en JA, luego en CN)
- Juan Franzoni, (Primero en CN, luego en JA)

## Árbitros con más partidos
Últimamente, Gustavo Fabián, Federico Guaymás Tornero y Daniel Nolasco fueron los árbitros salteños que pudieron dirigir el clásico en el marco de los torneos federales. Anteriormente lo hicieron Antonio Plácito D’Antoni y Ramón Tornero en partidos por el Argentino A, pero el recordado Pino D’Antoni ostenta el récord de haber dirigido más pleitos entre Cuervos y Santos. Arbitró nada más y nada menos que 35 clásicos.